# Спас Урумов
Спас Колев Урумов е български футболист, офанзивен полузащитник.
Роден е на 13 февруари 1975 г. в Хасково. Играл е за Хасково, Олимпик (Тетевен), Димитровград, Олимпик (Сливен), Локомотив (Пловдив), Славия, Академик (Свищов), Светкавица, Локомотив (Мездра), във втория отбор на Марбеля (Испания), в отбор от Неапол, Италия (Серия C1) и в Херта Велс (Австрия). В А група има 31 мача и 6 гола. Има 8 мача за младежкия национален отбор.

## Статистика по сезони
- Хасково – 1996/97 – Б група, 11 мача/2 гола
- Олимпик (Тет) – 1997/98 – А група, 9/1
- Димитровград – 1998/ес. – Б група, 6/0
- Олимпик (Сливен) – 1998/ес. – Б група, 8/0
- Локомотив (Пд) – 1999/пр. – А група, 14/3
- Славия – 1999/00 – А група, 8/2
- Марбеля – 2000/ес. – Сегунда Дивисион B-IV, 1/0
- Хасково – 2001/пр. – Б група, 11/0
- Академик (Св) – 2001/02 – Б група, 21/9
- Академик (Св) – 2002/03 – Б група, 24/9
- Светкавица – 2003/04 – Б група, 18/2
- Локомотив (Мз) – 2004/05 – В група, 23/7
- Локомотив (Мз) – 2005/ес. – Б група, 12/2
- Херта Велс – 2006/пр. – Безиркслига Юг, 11/3